# أليسيو فيتا
أليسيو فيتا (بالإيطالية: Alessio Vita)‏ (16 مارس 1993 بروما في إيطاليا - ) هو لاعب كرة قدم إيطالي في مركز الهجوم. شارك مع منتخب إيطاليا تحت 20 سنة لكرة القدم. أما مع النوادي، فقد لعب مع نادي ساسولو ونادي فيتشينزا ونادي مونزا.

## وصلات خارجية
- أليسيو فيتا على موقع قاعدة بيانات كرة القدم.إي يو (الإنجليزية)
- أليسيو فيتا على موقع Soccerway.com (الإنجليزية)
- أليسيو فيتا على موقع عالم كرة القدم.نت (الإنجليزية)